# Nyliberala partiet
Nyliberala partiet var ett svenskt riksdagsparti i andra kammaren 1868–1871. Det splittrades 1871 på försvarsfrågan och dess medlemmar övergick främst till vänsterflyglarna inom Lantmannapartiet och Centern. Partiet var inte nyliberalt i modern mening.
Efter representationsförändringen ansåg åtskilliga liberaler att man först borde avvakta dennas verkningar, innan man slog in på reformlinjen. Andra mera radikala element ansåg detta var omotiverad försiktighet. Vid 1867 års riksdag kom ingen formell sammanslutning till stånd i mera bestämt framstegsvänligt syfte, men vid slutet av 1868 års riksdag bildades nyliberala partiet, bland vars mera framträdande ledamöter märktes August Blanche från städerna samt Anders Uhr, Carl Johan Svensén, Carl Anders Larsson, Ola Jönsson i Kungshult, Jonas Andersson i Häckenäs och andra från landsbygden. 
Programmet gick i ytterst radikal riktning och krävde bland annat borttagande av all census för valbarhet till riksdagens båda kamrar och för valrätt till den andra, lika kommunal rösträtt, avskaffande av ordensväsen, biskopsämbeten, generaldirektörs- och presidentsbefattningar och så vidare. 
Trots att sammanhållningen inte ens var så stark bland partiets medlemmar att de gick fram med gemensam lista vid utskottsvalen, väckte dess blotta tillkomst stor oro inom Lantmannapartiet, som vid 1869 års riksdag straffade dess medlemmar med förlust av utskotts- och andra förtroendeposter. Vid 1869 års val stärktes visserligen partiet i städerna genom inval av bland andra Adolf Hedin och Julius Mankell från Stockholms stads valkrets, men på landsbygden föll bland andra Carl Johan Svensén, Carl Anders Larsson och Jonas Andersson i Häckenäs igenom. Därtill kom att försvarsfrågan snart vållade splittring inom partiets led, och efter några få år upphörde partiet.

## Partiets riksdagsmän
- August Anderson (1868–1869)
- Jonas Andersson (1868–1869)
- August Blanche (1868)
- Carl Grafström (1867–1871)
- Arvid Gumælius (1870–1871)
- Hans Hansson (1870–1871)
- Sven Hansson (1868–1869)
- Adolf Hedin (1870–1871)
- Per Olof Hörnfeldt (1868)
- Johan Jönsson (1870–1871)
- Ola Jönsson (1868–1870)
- Carl Anders Larsson (1868–1869)
- Olof Larsson (1870–1871)
- Carl Lönnberg (1869)
- Julius Mankell (1870–1871)
- Carl Meijerberg (1867–1869)
- Wilhelm Nilson (1868–1869)
- Per Nilsson i Kulhult (1868–1871)
- Adolf Erik Nordenskiöld (1870–1871)
- Daniel Olauson (1867–1868)
- Ola Bosson Olsson (1868)
- Jöns Olsson i Kvarnbrodda (1868–1869)
- Jöns Pehrsson (1868–1870)
- Carl Johan Svensén (1868–1869)
- Anders Uhr (1868–1871)